# Émile Jonassaint
Émile Jonassaint, född 20 maj 1913 Port-de-Paix, Haiti, död 24 oktober 1995, Port-au-Prince, var en haitisk politiker. Han var Haitis president 12 maj-12 oktober 1994. Jonassaint var en stor anhängare av voodoo.